# LGOC B-type

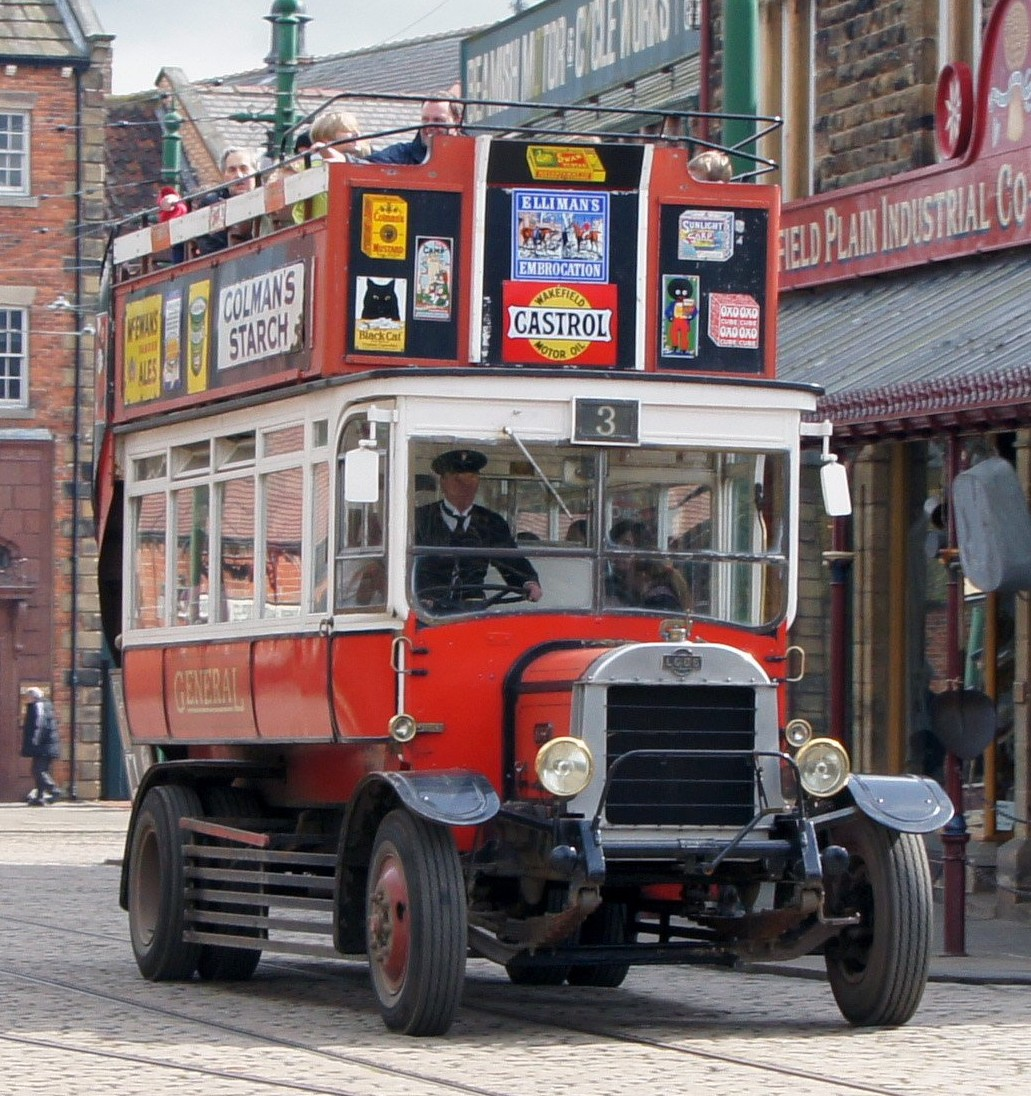
LGOC B-type

Le LGOC B-type est un autobus à impériale introduit à Londres en 1910. Il était à la fois construit et en service pour la London General Omnibus Company (LGOC) .

## Développement et service avant-guerre
Les autobus B-type étaient construits à Walthamstow en remplacement des X-type. Ils possédaient une capacité de 34 places assises et sont considérés comme les premiers autobus produits en grande série. Ils furent mis en service à partir de 1911, et en 1913 environ 2500 de ces autobus parcouraient les rues de Londres
Le B-type fut dessiné par Frank Searle, l'ingénieur-motoriste en chef de LGOC. Il possédait un châssis en bois, des roues en acier, un entrainement à vis sans fin et une transmission par chaîne. Sa vitesse de pointe était de 26 km/h, bien au-dessus de la limite légale de 19 km/h. De plus, à vide, le véhicule pouvait atteindre jusqu'à 50 km/h dans de bonnes conditions.
Les B-types pouvaient emporter 16 passagers à l'étage inférieur et 18 sur l'impériale découverte. Ces sièges extérieurs étaient recouverts de toile à l'épreuve de l'eau. L'éclairage électrique fut ajouté en 1912, et les phares en 1913. Auparavant, on supposait que l'éclairage intérieur du bus suffirait à le rendre visible de nuit.

## Service durant la Première Guerre mondiale
900 de ces autobus furent utilisés pour les mouvements de troupes durant la Première Guerre mondiale. Ils restaient initialement dans leur livrée rouge et blanche d'origine, mais furent par la suite peints en vert kaki. De plus, les vitres en verre de l'étage inférieur se brisaient fréquemment au contact des fusils et du paquetage des soldats, et furent par la suite remplacées par des plaques collées sur les flancs des autobus.
Le B-type pouvait transporter 24 fantassins avec leur équipement complet. Quelques-uns furent convertis en pigeonniers mobiles afin de véhiculer ces animaux portant les messages au front. Ils restèrent en service jusqu'à la fin de la guerre où ils furent utilisés pour ramener les troupes chez elles.

### Ole Bill
L’Imperial War Museum possède un autobus B-type préservé, B43, construit par AEC en 1911, qui parcourut les rues de Londres avant d'être réquisitionné en 1914 par le War Office. B43 fut utilisé en France et en Belgique jusqu'en 1919, où il fut racheté par LGOC. Le 14 février 1920, B43 fut inspecté par le roi George V à Buckingham Palace, devenant le premier autobus à véhiculer un monarque. Durant le début des années 1920, le bus fut retiré du service et préservé par la Auxiliary Omnibus Companies Association, qui le renomma Ole Bill d'après la célèbre caricature du soldat anglais par Bruce Bairnsfather. Ole Bill continua d'apparaître dans de nombreuses parades avant d'être déplacé à l'Imperial War Museum en avril 1970.

## Galerie de photographies

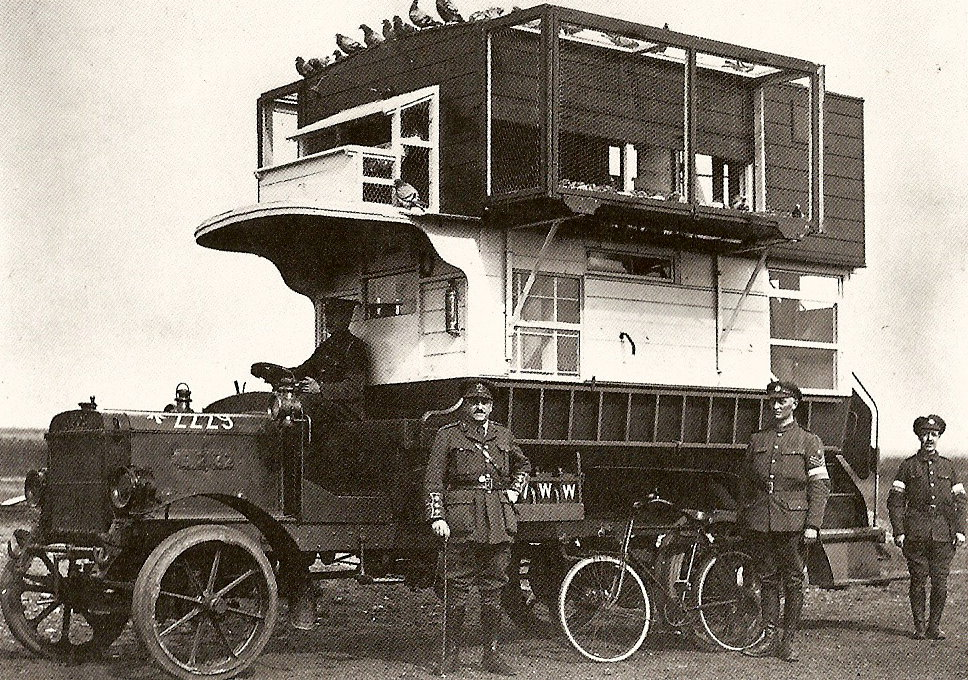
Autobus reconverti en pigeonnier.
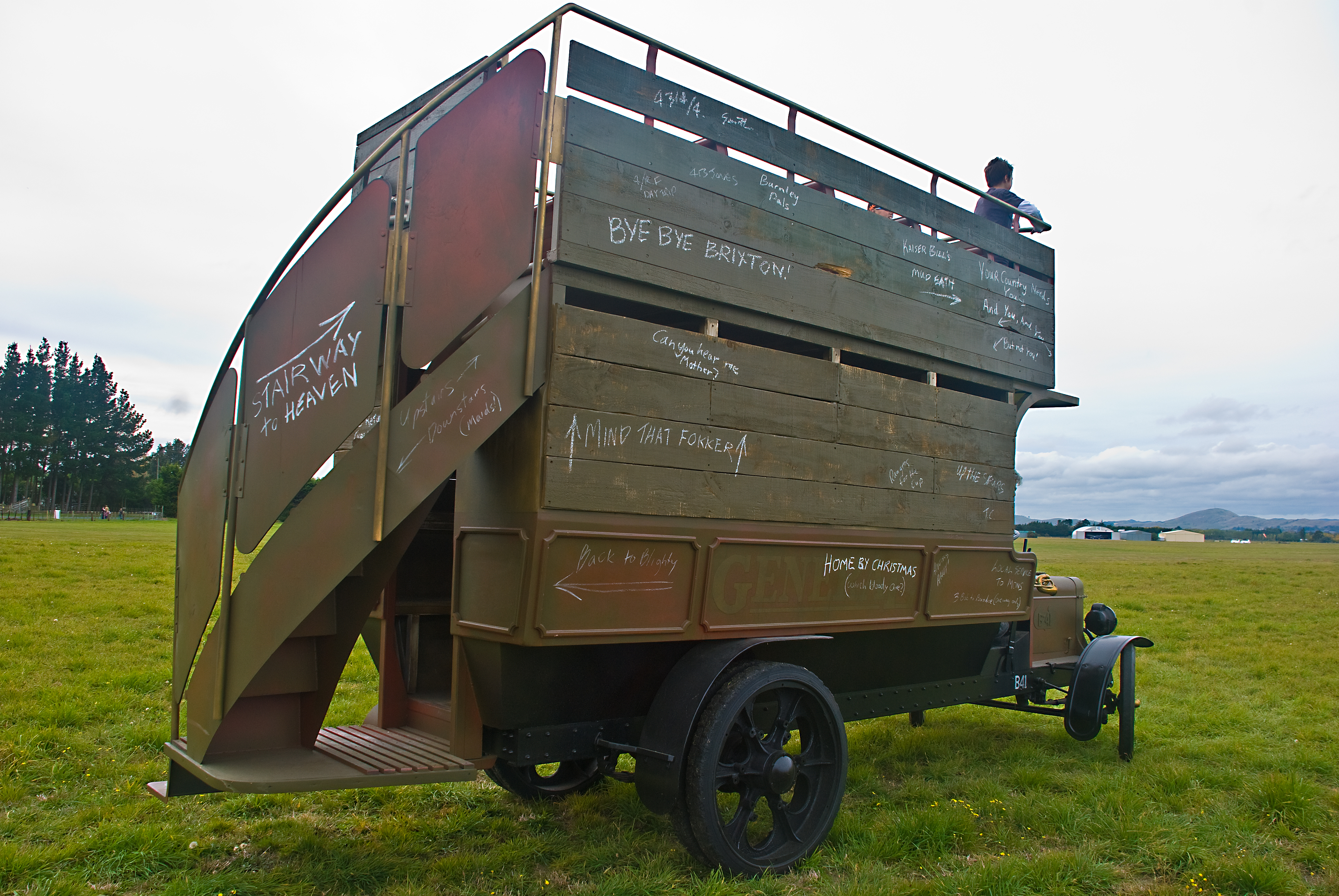
Autobus ayant servi au transport de troupes durant la Première Guerre mondiale.
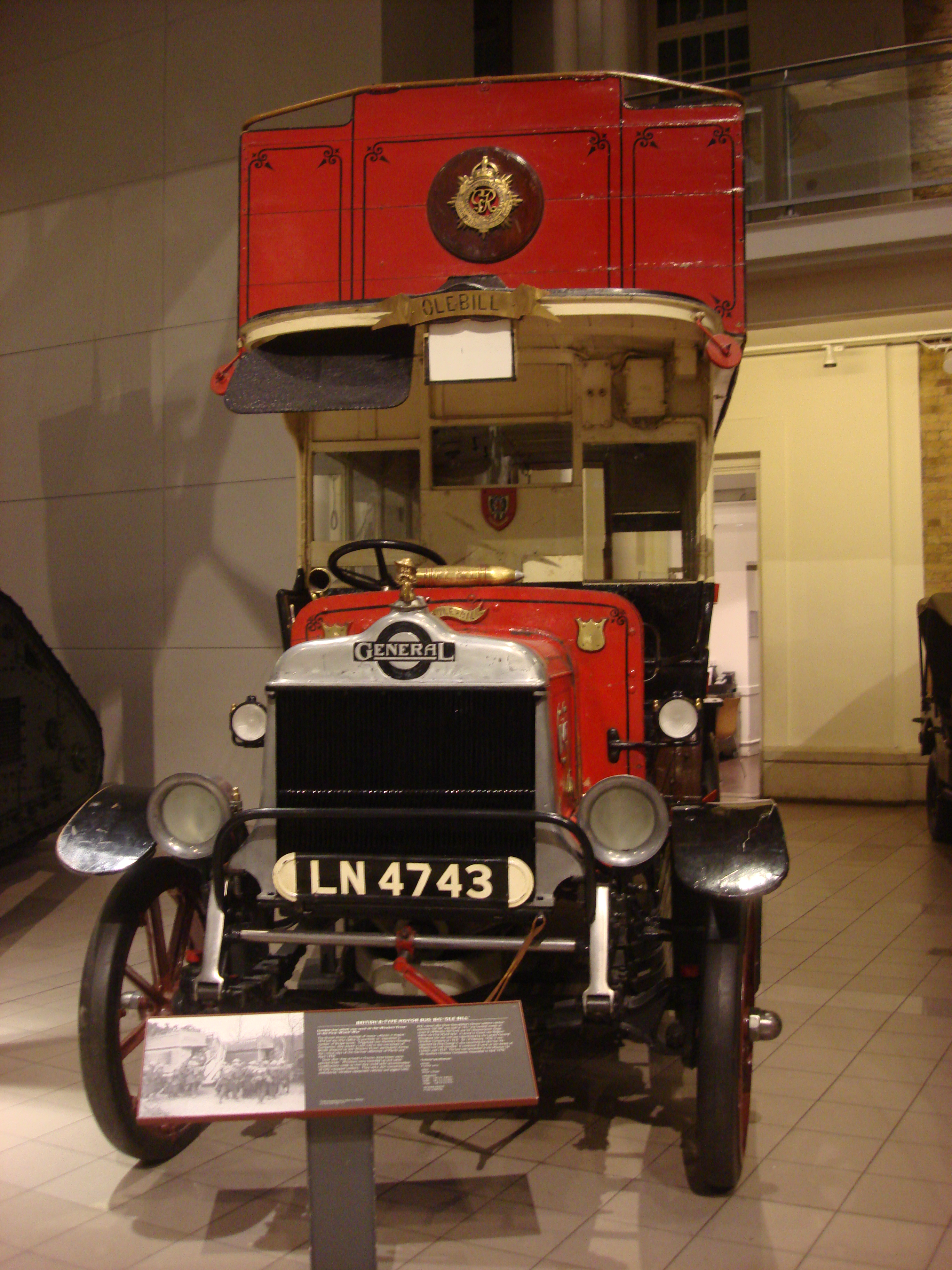
Ole Bill.

## Pour aller plus loin
- Brian Thackrey, The AEC Story : Part 1, 2001, Venture Publications.  (ISBN 1-898432-37-6)
- Brian Thackret, AEC Vehicles : Origins to 1929, 2004, Venture Publications.  (ISBN 1-898432-44-9)
- A.A. Townsin, Blue Triangle, 1980, Transport Publishing Company.  (ISBN 0-903839-34-2)
- G.J Robbins & J.B. Atkinson, The London B-type Motor Omnibus, 1970
- J.G. Bruce & C.H. Curtis, The London Motor Bus, 1973, London Transport.  (ISBN 0-85329-036-9)